# Adela reaumurella
Espèce
L’Adèle verdoyante, Adela reaumurella, est une espèce d'insectes de l'ordre des lépidoptères (papillons) de la famille des Adelidae.

## Description
Les ailes postérieures de ce petit papillon sont brun pourpré (envergure : de 14 à 18 mm). Les antennes filiformes de la femelle sont bien plus courtes que celles du mâle.

## Période de vol et hivernation
D'avril à juin, on peut observer les mâles voler en grand nombre autour des arbres en plein soleil, les antennes en avant, se laissant choir puis remontant rapidement, en mouvements répétitifs.

## Chenille
La chenille vit dans la litière et s'abrite dans un fourreau qu'elle bâtit à partir de fragments de feuilles.

## Liens externes

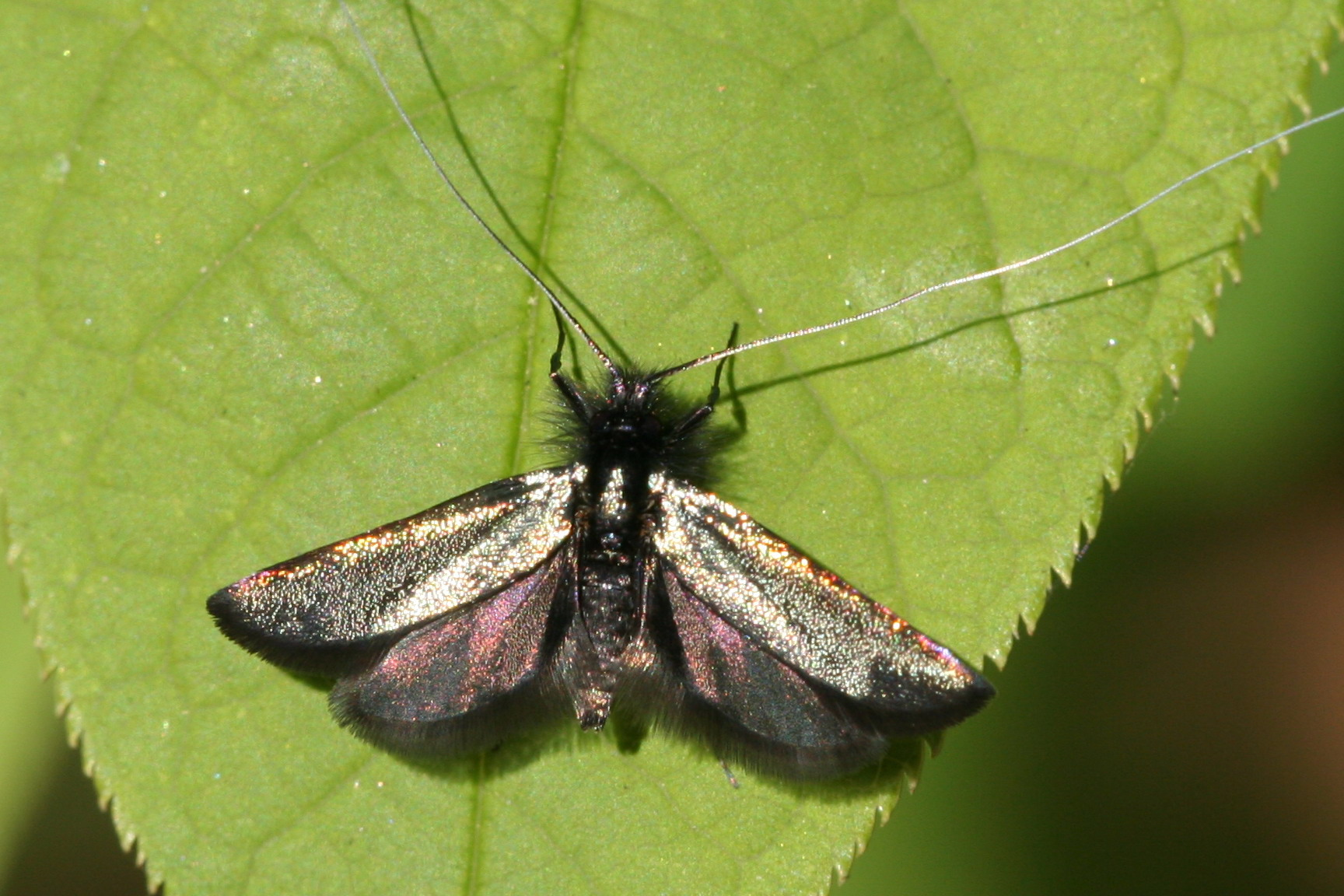
Adela reaumurella (Pays-Bas, 21 avril 2007)